# 长次郎

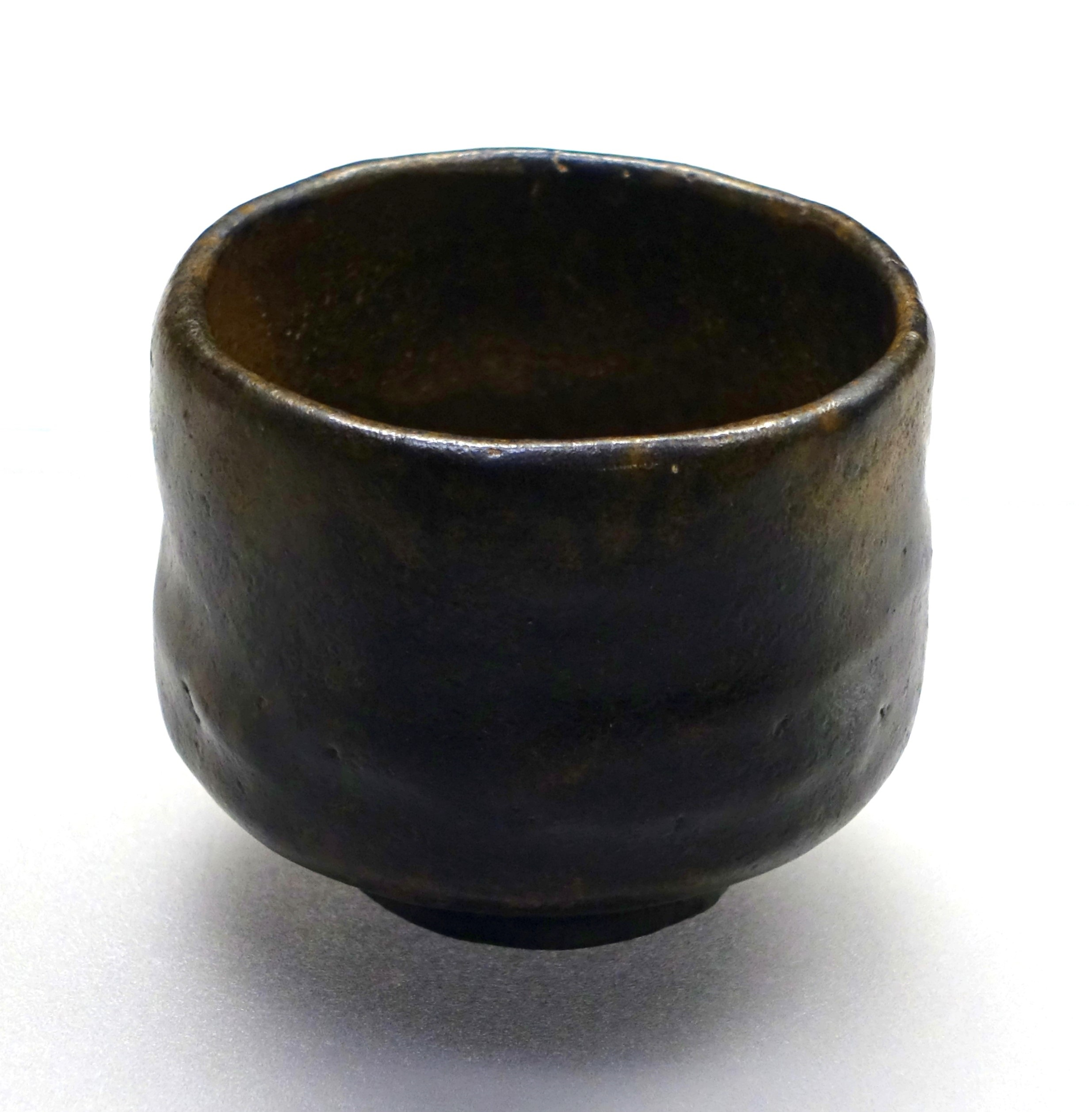
长次郎制黑乐茶碗（铭·尼寺）

长次郎（日语：／ Chōjirō，？—1589年），名长祐，日本安土桃山时代京都的陶艺名家。他是乐烧的创始人，千家十职之一乐吉左卫门家（乐家）始祖。
长次郎根据日本茶道宗师千利休的理念烧制出赤茶碗与黑茶碗，并由此创立“乐烧”。其前身则源于长次郎的父亲、陶工阿米也（一作阿米夜）。考虑到乐烧技艺与中国明代华南三彩的相似性，有学者推测阿米也可能来自中国福建。
根据现存文献记载，长次郎可能在天正年间通过田中宗庆与千利休相识。千利休喜好融入侘寂理念的茶碗，而非当时流行的精致风格的中国天目茶碗。因此，他十分推崇长次郎采用手捏成形、不使用陶轮的茶碗制作工艺。长次郎的茶碗使用聚乐第出产的聚乐土烧制而成，“乐家”与“乐烧”的名称也皆源于此。
长次郎现存最早的作品是天正二年（1574年）制作的二彩狮子像，现藏于乐美术馆。他的代表作包括利休七种与利休外七种。前者包括黑釉作品“大黑”、“东阳坊”、“钵开”以及赤釉作品“早船”、“木守”、“临济”、“检校”，后者则包括黑釉“闲居”、“剥栗”、“针屋”、“风折”、“村雨”以及赤釉“太郎坊”、“二郎坊”。他的其他知名作品还有“秃”、“纸屋”、“无一物”、“勾当”、“道成寺”、“俊宽”、“北野”、“面影”等。
长次郎于天正十七年（1589年）去世。根据《宗入文书》记载，其子二代长次郎娶田中宗庆孙女为妻，后与宗庆及其长子宗味（二代长次郎岳父）、次子常庆一同进行陶艺创作。然而二代长次郎早逝，乐家家业后由常庆继承，他成为了乐家第二代传人。